# روز جهانی منطق
روز جهانی منطق در ۱۴ ژانویه (۲۵ دی) یک، روز بین‌المللی است که یونسکو، با همکاری شورای بین‌المللی فلسفه و علوم انسانی (CIPSH)و با هدف تقویت همکاری‌های بین‌المللی، ترویج توسعه منطق در تحقیق و تدریس، حمایت از فعالیت‌های انجمن‌ها، دانشگاه‌ها و دیگر موسسات مرتبط با منطق و افزایش درک عمومی از منطق برپاکرده است. جشن روز جهانی منطق می‌تواند به ترویج فرهنگ صلح، گفتگو و درک متقابل بر اساس پیشرفت آموزش و علم کمک کند.
این روز اول بار در ۱۴ ژانویه ۲۰۱۹، قبل از اعلامیه یونسکو جشن گرفته شد.

## تاریخ
تاریخ انتخاب شده برای جشن گرفتن روز جهانی منطق، ۱۴ ژانویه، مطابق با تاریخ مرگ کورت گودل و تاریخ تولد آلفرد تارسکی، دو تن از برجسته‌ترین منطق دانان قرن بیستم است.